# Bracon sulciferus
Bracon sulciferus är en stekelart som beskrevs av Vladimir Ivanovich Tobias 2000. Bracon sulciferus ingår i släktet Bracon och familjen bracksteklar. Inga underarter finns listade.